# Radioåret 1969

## Händelser

### Februari
- 9 februari - The Pop Chronicles i KRLA 1110 debuterar.[1]
- 21 februari - The History of Rock and Roll debuterar i KHJ.[2]

## Radioprogram

### Sveriges Radio
- 6 september - Hasse Tellemar tar över Ring så spelar vi och leder programmet i nästan två decennier fram till nyårsafton 1988.
- 1 december - Årets julkalender är Herkules Jonssons storverk.[3]
- 18 februari - På minuten sänds för första gången.

## Födda
- 5 juli – Charlotte Lauterbach, svensk radioprogramledare.
- Okänt datum – Stefan Halvardsson, svensk radioprogramledare.

## Avlidna
- 11 maj – W. Lee O'Daniel, 79, amerikansk radiopersonlighet.

### Fotnoter
1. ↑  ”Classic DJ and Radio Scrapbook: KRLA POP CHRONICLES Program, 1969 (1 of 2)”. Classicdjradioscrapbook.blogspot.com. 26 februari 2004. http://classicdjradioscrapbook.blogspot.com/2009/04/krla-pop-chronicles-program-1969-1-of-2.html. Läst 29 april 2009.
2. ↑  Hopkins, Jerry (5 april 1969). ”'Rockumentary' Radio Milestone”. Rolling Stone (30):  s. 9.
3. ↑  ”1969, Herkules Jonssons storverk”. Sveriges Radio. http://sverigesradio.se/barn/julkalendrar/1969.stm. Läst 31 augusti 2015.